# Judith Kerr
 (octobre 2017).
Si vous disposez d'ouvrages ou d'articles de référence ou si vous connaissez des sites web de qualité traitant du thème abordé ici, merci de compléter l'article en donnant les références utiles à sa vérifiabilité et en les liant à la section « Notes et références ».
Pour les articles homonymes, voir Kerr.
Judith Kerr (née le 14 juin 1923 à Berlin et morte le 22 mai 2019 à Barnes à Londres,) est une écrivaine britannique d'origine allemande.

## Biographie
Judith Kerr est née dans une famille juive. Son père, Alfred Kerr, est un écrivain et journaliste allemand reconnu et un anti-Nazi notoire. En 1933, peu avant l'arrivée au pouvoir des Nazis, la famille s’exile afin de se mettre à l'abri. Judith Kerr part d’abord pour Prague, avant de rejoindre la Suisse puis la France, à Paris. En 1936, la famille va finalement s’installer en Angleterre. Elle y épouse l'écrivain britannique Nigel Kneale, dont elle prend la nationalité, et  avec qui elle aura deux enfants. En 1962, le couple achète une maison dans le quartier londonien de Barnes, où tous les deux restent pour le reste de leurs vies.
Elle est diplômée d’une école de Métiers d’art en 1945.
Elle exerce les professions d’enseignante,de scénariste pour la BBC et de styliste. Elle travaille également dans l’édition avant de devenir auteur et illustratrice pour la jeunesse.
Elle écrit des « romans autobiographiques » : un sur son enfance en exil, un autre sur son adolescence en Angleterre durant la Seconde Guerre mondiale et un troisième sur son bref retour à Berlin lorsqu’elle est jeune mariée. 
En 1974, elle publie, en anglais, Quand Hitler s’empara du lapin rose (« When Hitler Stole Pink Rabbit »), livre couronné par un prix littéraire allemand[Lequel ?]. Ce roman est adapté au cinéma en 2019 par la réalisatrice allemande Caroline Link sous le même titre.
Elle crée la série Mog, avec 17 titres, du nom du chat domestique du personnage Thomas. Plusieurs tomes sont publiés en version française, traduits par Ramona Bădescu.
Le tigre s'invita pour le thé deviendra « son grand classique. »
En 2012, elle est nommée officière de l'Ordre de l'Empire britannique pour ses services rendus à la littérature jeunesse et à l'éducation sur l'Holocauste.
Elle achève son dernier ouvrage The Curse of the School Rabbit en 2019 peu avant son décès en mai 2019, « au bord de ses 96 ans ».

## Ouvrages

### En français
- Le grand jour de Dorothée, Paris, Éditions des Deux coqs d'or, 1974
- Trois pays pour la petite Anna, ill. Monique Gorde, Paris, Éditions G. P., Bibliothèque Rouge et Or Souveraine no 346, 1977
- Le chat Père Noël, traduction de Michèle Le Gwen, Paris, Éditions des Deux coqs d'or, Bibliothèque du Livre d'Or, 1978
- Le chat volant, traduction de Paul de Rojoux, Paris, Éditions des Deux coqs d'or, 1983
- Quand Hitler s'empara du lapin rose, traduction de Boris Boissard, Paris, Éditions L'École des loisirs, Médium, 1991; rééd. traduction d'Antoine Lermuzeau, Albin Michel Jeunesse, 2018  (ISBN 978-2-226-43645-0), rééd. Le Livre de Poche Jeunesse, 2019,  (ISBN 978-2-017-86829-3).
- Ici Londres, traduction d'Antoine Lermuzeau, Paris, Éditions L'École des loisirs, Médium, 1992; rééd. Albin Michel Jeunesse, 2018; rééd. Le Livre de Poche Jeunesse, 2022
- Série Mog, traduction de Ramona Bădescu, Albin Michel Jeunesse

1. Mog oublie tout, 2016
2. Joyeux Noël Mog !, 2016
3. Mog et Bunny
4. Mog, la nuit des renard, 2018

- Le tigre s'invita pour le thé, traduction de Ramona Bădescu Paris, Albin Michel Jeunesse, 2017.

## Adaptation de son œuvre
Au cinéma
- Quand Hitler s'empara du lapin rose, film allemand de Caroline Link, 2019, d'après son roman éponyme. Film récompensé par le German Film Award 2020 du meilleur film jeune public[5],[6].